# Manowar
Manowar (скор. від англ. Man of War — «Людина війни») — американський хеві-метал гурт з Оберна, Нью-Йорк.
Заснований у 1980 році, гурт відомий своїми текстами, що базуються на фентезі (зокрема, меч і магія) та міфології (особливо скандинавській і античній), а також численними піснями, присвяченими самому жанру та його основній аудиторії. Гурт також славиться гучним та енергійним звучанням. У лютому 2007 року в інтерв'ю для MTV басист Джоуї ДіМайо зазначив, що «в наші дні справді бракує великого, епічного металу, насиченого потужними гітарами, хорами та оркестрами... тому приємно бути одним із небагатьох гуртів, які насправді це роблять». У 1984 році гурт потрапив до Книги рекордів Гіннеса за найгучніший виступ, і цей рекорд вони побили ще двічі. Вони також мають світовий рекорд за найдовший концерт у стилі хеві-метал, відігравши 5 годин і 1 хвилину в Болгарії на фестивалі Kavarna Rock Fest у 2008 році. Вони також відомі своїм гаслом «Смерть фальшивому металу».

## Біографія
Американський гурт Manowar входить до найвідоміших виконавців музики в стилі важкого металу (heavy metal).
Формація ніколи не мала особливого комерційного успіху, музиканти пояснюють свою відносну некомерційність небажанням просто заробляти гроші на музиці, а також бажанням донести до слухача «справжній, чистий метал».
Manowar був сформований в 1980 році бас-гітаристом Джойї Де Майо (Joey De Maio) (раніше він грав у гуртах Dave Feinstein та Looks) і гітаристом Росом «Босом» Фрідманом (Ross the Boss), що грав до цього в Distators і Shaking Street. Де Майо тоді працював піротехніком і басовим техніком в Black Sabbath, Shacking Street виступали в них же на розігріві. Знайомство продовжилось, і вже невдовзі, керуючись порадами двоюрідного брата Дейва Фейнштейна — знаменитого Ронні Джеймса «Діо» вони заснували власний гурт. Стиль був вибраний як метал з елементами трешу та особистими задумами Де Майо та Росса. Репетиції почались одразу після закінчення туру Shacking Street з Black Sabbath.
Як вокаліста, Де Майо запросив свого колишнього колегу (а заодно і друга дитинства) по Looks Еріка Адамса (Eric Adams) (справжнє ім'я Луіс Маруло (Louis Marullo)
До першого складу входив також барабанщик Карл Кенеді (Karl Kennedy), попередній учасник тих же що і Де Майо Dave Feinstein. Однак, Де Майо і Рос Фрідман, бувши в одному голлівудському рок-клубі на виступі місцевого гурту помітили барабанщика Доні Гамзіка, і за рік повернулись до Голлівуду, щоб порепетирувати з ним.
Перший демозапис Manowar вийшов на лейблі EMI America, який, втім, відразу після видання відмовився від подальшої співпраці з музикантами. Після цього Де Майо встановив зв'язки з компанією Liberty Records і планував зміни в гурті перед випуском першого повноцінного альбому.
Отже, на початку 1981 року (опісля першого запису Demo'1981) Карл Кенеді, який ще перед участю в Manowar вже перебував в заснованому Девідом Фейнштейном колективі The Rods, був змінений Донні Гамзіком (Donnie Hamzic).
На початку 1982 року гурт підписав повноцінний контракт з лейблом Liberty Records на концертну співпрацю та випуск альбому. Того ж року було видано першу платівку Battle Hymns, що був розгромлений критиками, яким не сподобалася музика і вірші, однак було відзначено професійне виконання вокалу Адамсом. Одразу після запису, гурт їде в перше міжнародне турне, як  гурт-розігрів в Теда Наджента (Ted Nugent). Співпраця з Наджентом тривала кілька місяців, перш ніж «Неймовірний Тед» оголосив музикантам що вони «занадто важкі», як для його розігріваючого гурту. Гурту довелось нашвидкуруч готувати власне турне, яке Manowar переважно провели Великою Британією, та Німеччиною, де швидко завоювали перших відданих фанів. Це визначає напрям їхньої концертної діяльності на кілька років наперед основні зусилля в просуванні Одразу після турне, не витримавши напруженого графіка команду полишає Донні Гамзік, натомість його посаду обіймає Скотт Коламбус (Scott Columbus), який до речі має українське коріння.
До кінця 1982 року напруження між гуртом та Liberty Records зростає. Лейбл вимагає від музикантів написання якомога більшої кількості пісень, а також змінити звучання та характер текстів на прийнятніші в комерційному плані.  Це не влаштовувало Джоуї та Адамса, і за місяць після виходу дебютної платівки співпраця з Liberty припиняється з подачі комерсантів. Гурту виплачується компенсація яку вони з успіхом використовують для самостійного запису наступного, другого альбому, матеріалу для якого вже назбиралося достатньо. () Назва платівки звучить як Into Glory Ride. В цей час з'являється знамените гасло гурту, що до сьогоднішніх днів характеризує їх творчість — «Смерть Фальшивому Металу!».
1983 року гурт підписує контракти одразу з двома незалежними лейблами — американським Megaforce Records, та європейським Music for Nations. На паперах останнього контракту гітарист і одночасно офіційний представник колективу Росс Фрідман  розписується власною кров'ю, щоб засвідчити відданість ідеї чистого металу (журнал Kerrang! № 47 Липень 1983). Платівка Into Glory Ride видається обома компаніями і має певний комерційний успіх — першого ж дня було продано 5000 копій альбому. Цей альбом вважається першим зразком «вікінг-металу», завдяки атмосфері героїчного епосу та міфологічно-фентезійним сюжетам розвинутим в композиціях.
Джоуї Де Майо, основний автор лірики колективу, так описував ідею самого музичного напряму: «В текстах своїх пісень ми виражаємо всі свої головні переживання, два наших найбільших почуття — любов та ненависть. А ще я з задоволенням пишу тексти на тему міфології, усілякі там оповідання про вікінгів, позаяк мені завжди було цікаво, як же жила людина на світанку цивілізації, також було цікаво все що пов'язано з героїзмом.»(інтерв'ю британському журналу Hit Parader № 234 лютий 1984)
Відразу після альбому, видається сингл Defender в записі інтро для якого знову бере участь знаменитий актор та режисер Орсон Веллс.
Наступні два диски Hail To England і Sign Of The Hammer — обидва записані та видані в 1984 році підтвердили, що гурт має великий потенціал. У 1987 гурт записав один з найвідоміших своїх дисків Fighting The World, який став дуже успішним. Диск вийшов жорстким. Майже відразу після виходу диска з гурту іде Рос «Бос», і на його місце був рекрутований Дейв Шенкл (Dave Shankle) гітарист гурту Chicago. 1988 року гурт записав диск Kings Of Metal, який також став популярним серед фанів. 1989 року через особисті проблеми з гурту іде Коламбус, але при цьому привівши на своє місце відмінного барабанщика — Кені «Ріно» Едвардса (Kanny ''Rhino'' Edwards), який обожнював могутні швидкі ритми, і якнайкраще вписався у звучання та стиль Manowar.
Його стиль гри вплинув на звучання гурту, Ріно обожнював «дробити» по двох бочках, причому дуже швидко, і його стиль гри зробив пісні Manowar цікавішими. На наступні два роки гурт зачаївся, і в пресі почали з'являтися плітки про кінець «королів металу». Але в 1992 році з'явився диск Triumph Of Steel, який не особливо помітили критики, але він був тепло прийнятий фанами. Загалом, фани Manowar дотепер вважаються одними з найвідданіших і найзапекліших. Диск вийшов дуже професійним і забійним, чим гурт багато в чому зобов'язаний скаженому барабанщикові. Вартим уваги є його соло на барабанах в композиції Achilles, agony and ecstasy (in eight parts). Інші музиканти теж постаралися, гітари звучали чудово, а вокал Адамса перевершив усі сподівання — він виклався на всі 100 %. Після виходу диска гурт багато гастролював. 1996 року в гурт повернувся Коламбус, а пізніше з'явився диск Louder Than Hell, який довів, що «справжній метал» живий.
В жовтні 2018 Manowar оголосили що Карл Логан не більше гастролюватиме з гуртом, оскільки раніше йому було висунуто звинувачення в зберіганні дитячої порнографії.
В січні 2019 перед початком останнього на цей час концертного туру Європою до складу прийнято нового гітариста — ним став Евандро ''E.V. Martell'' Мораес (Evandro Moraes), що до цього грав в єдиному офіційному триб'ют-гурті Manowar — бразильському Kings of Steel. Сам Джойї Де Майо виразився з цього приводу так: "Мені не спадає на думку жодного, хто б більше заслуговував того, щоб грати в Manowar, ніж людина що сама є нашим фанатом, присвятила все своє життя нашим прихильникам та нашій музиці, і котра довела, що являє себе справжнім ''Manoworrior''''.
В ході турне, після концерту в Києві було змінено ударника, до Manowar долучився колишній барабанщик Hammerfall Андерс Йогансон (Anders Johansson).

## Склад гурту
Вокал
- Ерік Адамс (Eric Adams) — (1980 — теперішній час)

Гітара
- Рос Фрідман (Ross Fridmann) — (1981—1989)
- Девід Шенкл (David Shankle) — (1989—1994)
- Карл Логан (Karl Logan) — (1994—2018)
- Евандро Мораес (Evandro Moraes) — 2019

Бас-гітара
- Джойї Де Майо (Joey De Maio) — (1980 — теперішній час)

Ударні
- Карл Кенеді (1980—1981)
- Доні Гамзік (1981—1983), (2009—2017)
- Скот Коламбус (1983—1992), (1996—2006)
- Кенні «Ріно» Едвардс (1992—1996)
- Маркус Кастелані (2017—2019)
- Андерс Йогансон(Anders Johansson) — 2019

## Дискографія
| Дата виходу  | Альбом                          | Тип                                       | Компанія звукозапису  | Примітки |
| 1981         | Demo '1981                      | Демо-запис                                |                       | |
| серпень 1982 | Battle Hymns                    | ЕР                                        | Liberty Records       | як CD видано Capitol Records 1984 |
| 1983         | Into Glory Ride                 |                                           | Megaforce             | |
| 1983         | Defender                        | Сингл                                     | Music for Nations     | Композиція Defender, з інтро, записаним Орсоном Веллсом, була видана окремим синглом через часовий ліміт основної платівки Into Glory Ride . 1987 року, була перезаписана в новому аранжуванні і увійшла до альбому Fighting the World |
| 1984         | Hail To England                 |                                           | Music for Nations     | |
| 1984         | All Men Play on 10              | Сингл                                     | 10 Records            | |
| 1984         | Sign Of The Hammer              |                                           | 10 Records            | |
| 1987         | Blow Your Speakers              | Сингл                                     | Atco Records          | |
| 1987         | Fighting The World              |                                           | Atco Records          | |
| 1988         | Kings of Metal / Herz aus Stahl |                                           | Atlantic              | «Herz aus Stahl» являє собою композицію «Heart of Steel» з перекладом німецькою. |
| 1988         | Kings Of Metal                  |                                           | Atlantic              | |
| 1992         | Metal Warriors                  | Сингл                                     | Atlantic              | |
| 1992         | The Triumph of Steel            |                                           | Atlantic              | |
| 1994         | Hell Of Steel (compilation)     | Компіляція                                | Atlantic              | |
| 1996         | Return of the Warlord           | Сингл                                     | Geffen                | |
| 1996         | Louder Than Hell                |                                           | Geffen                | |
| 1996         | Number 1                        | Сингл                                     | Geffen                | |
| 1996         | Courage                         | Сингл                                     | Geffen                | |
| 1997         | Courage (Live)                  | Сингл                                     | Universal             | |
| 1997         | Hell On Wheels (live — 2CD)     | Живий альбом                              | Metal Blade Records   | |
| 1999         | Live in France                  | Сингл                                     | CNR Music             | |
| 1999         | Live in Germany                 | Сингл                                     | Nuclear Blast         | |
| 1999         | Live in Portugal                | Сингл                                     | Nuclear Blast         | |
| 1999         | Live in Spain                   | Сингл                                     | Nuclear Blast         | |
| 1999         | Hell On Stage (live — 2CD)      | Живий альбом                              | Nuclear Blast         | |
| 2002         | Warriors of the World United    | Сингл                                     | Nuclear Blast         | |
| 2002         | Warriors Of The World           |                                           | Nuclear Blast         | |
| 2007         | Gods of War                     |                                           | Nuclear Blast         | |
| 2008         | Die with Honor                  | Сингл                                     | Magic Circle Music    | Увійшла в альбом 2009 року Thunder in the Sky |
| 2009         | Thunder in the Sky              | Подвійний CD                              | Magic Circle Music    | Скот Коламбус значиться при запису цього альбому як офіційний учасник Manowar, однак участі не бере. |
| 2010         | Battle Hymns MMXI               | Перезапис оригінального альбому 1982 року | Nuclear Blast         | |
| 2012         | The Lord of Steel               |                                           | Circle Song Music LLC | |